# Zielone (Barciany)
Zielone ist ein kleiner Ort in der polnischen Woiwodschaft Ermland-Masuren und gehört zur Gmina Barciany (Landgemeinde Barten) im Powiat Kętrzyński (Kreis Rastenburg).
Zielone liegt in der nördlichen Mitte der Woiwodschaft Ermland-Masuren, 24 Kilometer nordwestlich der Kreisstadt Kętrzyn (deutsch Rastenburg). Über die Geschichte der kleinen Waldsiedlung (polnisch Osada leśna) gibt es keine Belege. So ist auch nicht bekannt, ob der Ort bereits in der Zeit vor dem Zweiten Weltkrieg bestand und welchen deutschen Namen er ggf. trug.
Von Silginy (Sillginnen) aus führt ein unwegsamer Landweg nach Solkieniki (Solknick), der durch Zielone verläuft. Ein Bahnanschluss besteht nicht.